# Le Castella
Le Castella ist eine Fraktion der italienischen Gemeinde Isola di Capo Rizzuto in der Provinz Crotone, Region Kalabrien.

## Lage
Der Ort liegt an der ionischen Küste in Kalabriens, 10 km von Isola di Capo Rizzuto gelegen und hat rund 1100 Einwohner.

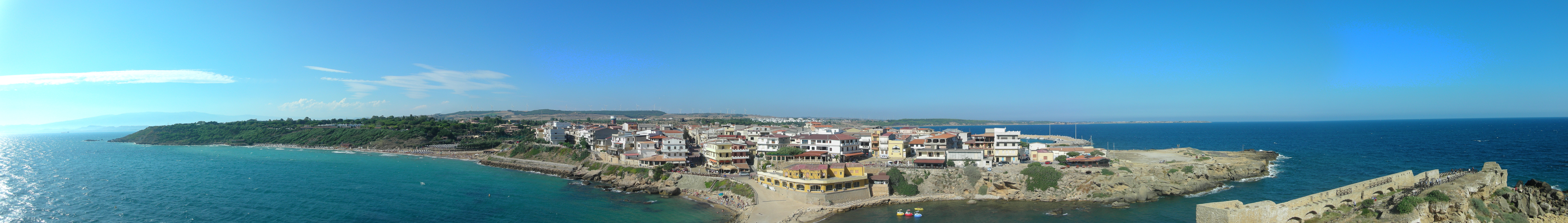
Le Castella an der ionischen Küste

## Tourismus
Der Ort bildet mit seinen Stränden und Sehenswürdigkeiten das touristische Zentrum der Gemeinde Isola di Capo Rizzuto. Besonders das Naturschutz-/Meeresschutzgebiet Riserva Marina Capo Rizzuto zieht in den Sommermonaten Gästen in den Ort. Neben Tauch- und Schnorchelexkursionen werden auch Fahrten mit Glasbodenschiffen angeboten.

## Sehenswürdigkeiten
Das Ortsbild wird von der Fortezza di Le Castella bestimmt. Die markante Anlage bildete die Kulisse für die Filme Die unglaublichen Abenteuer des hochwohllöblichen Ritters Branca Leone von Mario Monicelli und Das 1. Evangelium – Matthäus von Pier Paolo Pasolini. Im Zentrum befindet sich ein Denkmal für Kılıç Ali Pascha.

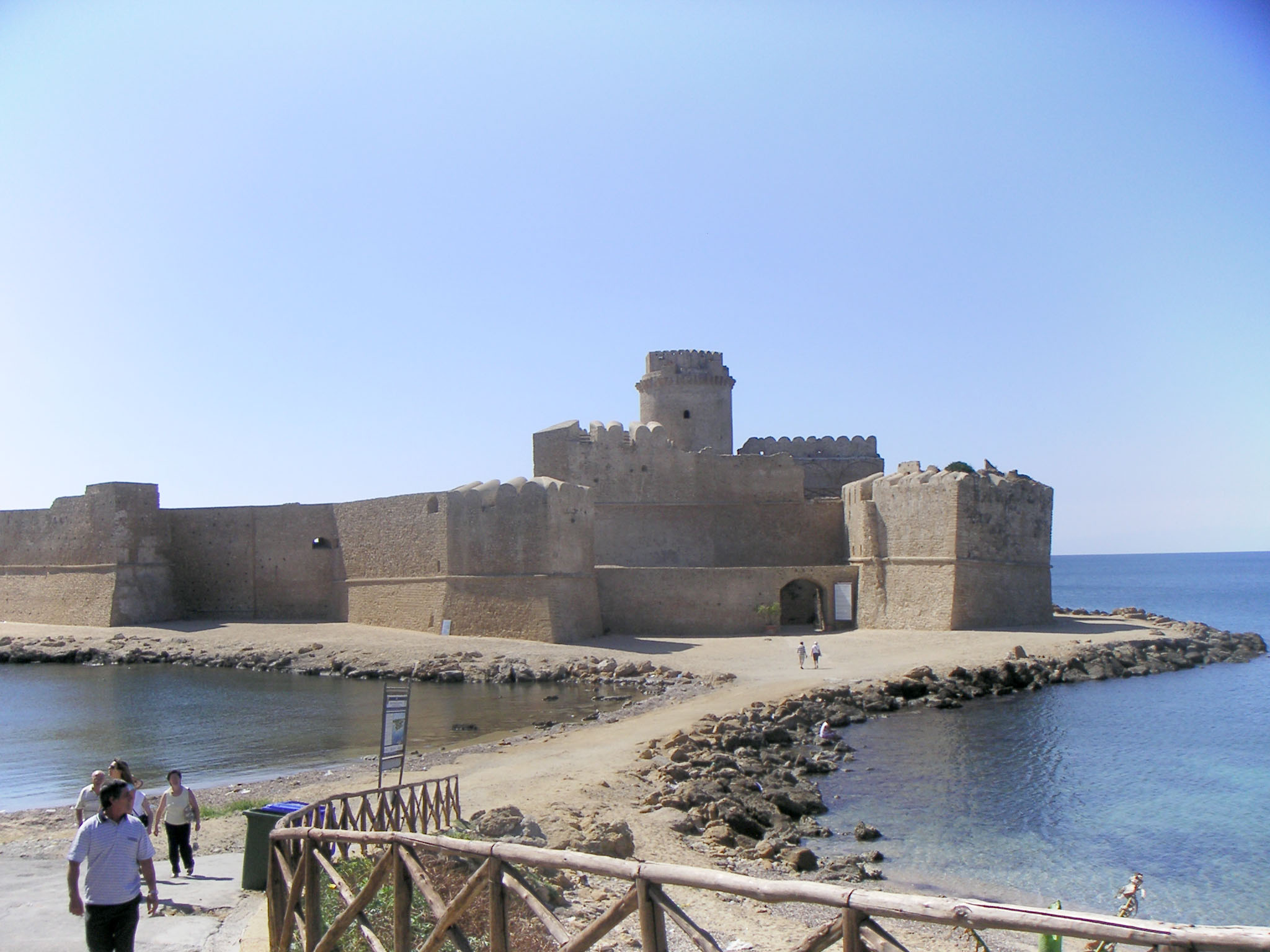
Aragonenkastell
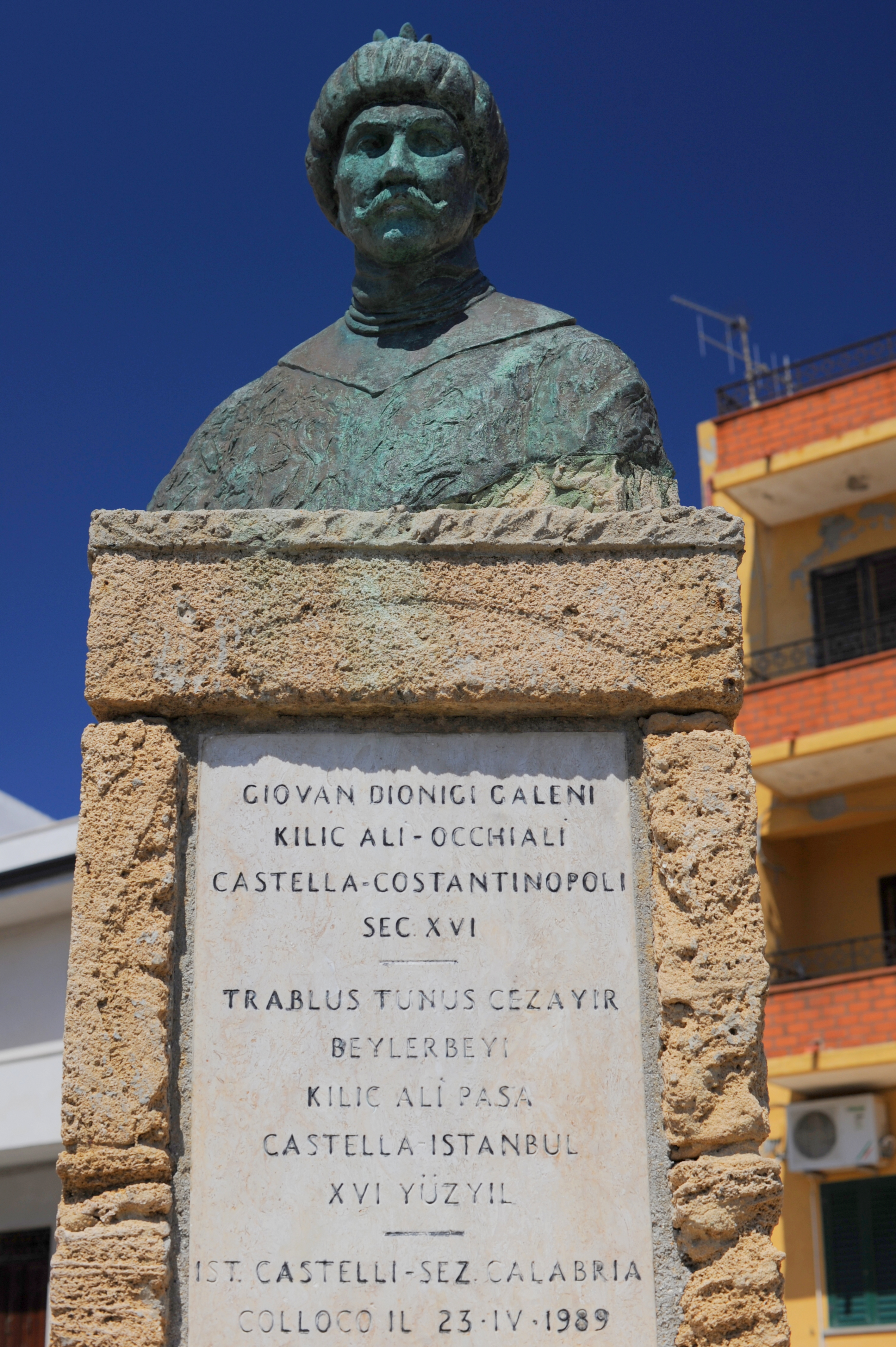
Denkmal Kilic Ali Pascha
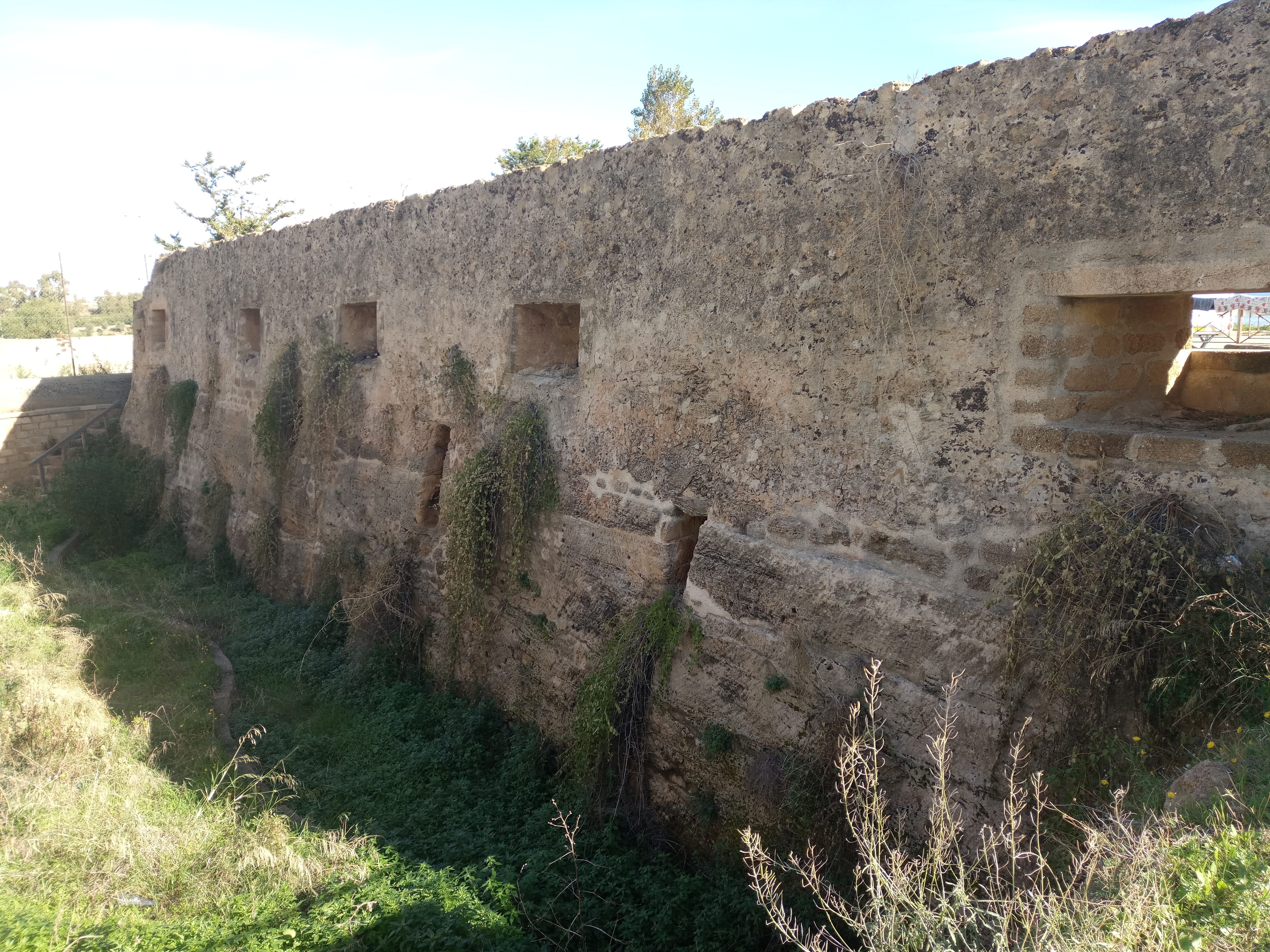
Reste der Stadtmauern
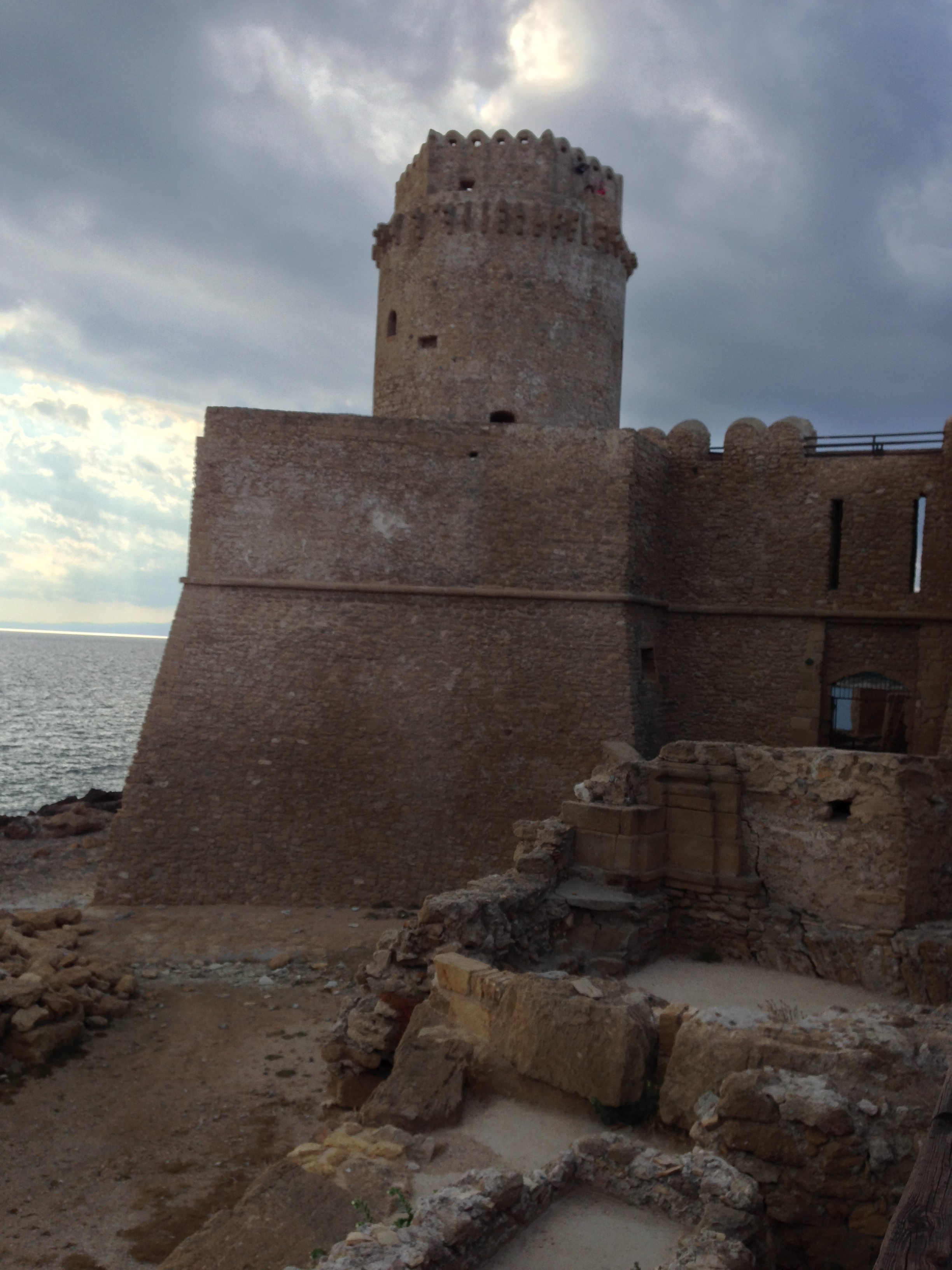
Wehrturm

## Legenden
Der Legende nach liegt die Insel der Kalypso aus der Odyssee des Homer in der Bucht von Le Castella.

## Persönlichkeiten
- Kılıç Ali Pascha alias: Giovanni Dionigi Galeni (1519–1587), Korsar und osmanischer Admiral